# Erik Johnson
Erik Robert Johnson (* 21. března 1988, Bloomington, Minnesota, USA) je americký hokejový obránce hrající v týmu Colorado Avalanche v severoamerické lize NHL.

## Kariéra

### Juniorská kariéra
Johnson hrál v 15 letech hokej na Academy of Holy Angels v Richfieldu ve státě Minnesota v USA. Poté se přesunul do Ann Arboru, kde hrál za Americký národní hokejový tým při rozvojovém programu organizace USA Hockey. Johnson je jedním z mála Američanů, kteří byli vybráni na prvním místě ve Vstupním draftu NHL (před ním to byli pouze Brian Lawton, Mike Modano a Rick DiPietro), když jej draftoval v roce 2006 tým St. Louis Blues. Během sezóny 2006-07 hrál za University of Minnesota a 20. dubna 2007 podepsal nováčkovskou smlouvu s klubem NHL St. Louis Blues.

### Profesionální kariéra
Johnson vstřelil svůj první gól v NHL 6. října 2007 proti Los Angeles Kings brankáři Jonathanu Bernierovi a byl to současně vítězný gól utkání. Nováčkovskou sezónu dokončil s průměrem více než 18 minut strávených na ledě na zápas a v 69 zápasech si připsal 5 gólů a 28 asistencí.
Po sezóně si zranil vazy v koleni, když měl nehodu v golfovém vozíku, při soukromém golfovém turnaji 16. září 2008. 20. listopadu 2008 podstoupil operaci kolene a byl nucen vynechat celou sezonu 2008-09.
2. srpna 2010 podepsal jako omezeně volný hráč smlouvu s Blues na další 2 roky za 5 200 000 dolarů (asi 93 600 000 kč). V následující sezóně 2010-11 byl 19. února 2011 vyměněn do Colorada Avalanche spolu s Jayem McClementem a podmíněně i s prvním kolem draftu za Chrise Stewarta, Kevina Shattenkirka a podmíněný výběr ve druhém kole draftu NHL. Už v den výměny nastoupil poprvé za Avalanche v San José, kde byli poraženi 0:4 od tamějších Sharks. V jeho druhém zápase za Avalanche hrál 22. února 2011 proti svému bývalému klubu St. Louis Blues a pomohl při vítězství 4:3 vstřelením svého prvního gólu v dresu Colorada.

### Reprezentační kariéra
Jako produkt Amerického národního hokejového rozvojového programu debutoval za Spojené státy na Mistrovství světa v ledním hokeji do 17 let v roce 2005. Ve stejném roce vyhrál zlatou medaili s americkou reprezentací do 18 let na MS osmnáctiletých. V roce 2006 si připsal na MS do 18 let 10 kanadských bodů v 6 zápasech a pomohl tak reprezentaci k dalšímu zisku zlatých medailí z tohoto šampionátu a sám vyhrál Bob Johnson Award pro nejlepšího amerického hokejistu na mezinárodní scéně.
V roce 2007 byl členem Amerického juniorského týmu, který získal na MS juniorů bronzové medaile. Johnson byl jmenován do All-Star Týmu turnaje a byl jmenován nejlepším obráncem turnaje. Také se stal prvním obráncem historie, který vyhrál kanadské bodování MS juniorů, když si připsal 10 bodů za 4 góly a 6 asistencí.
V Americké reprezentaci dospělých hrál na Zimních olympijských hrách 2010 ve Vancouveru, kde získal stříbrnou medaili poté, co ve finále podlehli Kanadě v prodloužení.

## Individuální úspěchy
- All-Star Tým na MS do 18 let - 2006
- Bob Johnson Award - 2006
- All-Star Tým na MS juniorů - 2007
- Nejlepší obránce na MS juniorů - 2007
- Nejproduktivnější hráč MS juniorů - 2007
- WCHA All-Rookie Team - 2006-07
- Hrál v zápase NHL YoungStars Game - 2008

## Týmové úspěchy
- Zlatá medaile na MS do 18 let - 2005, 2006
- Bronzová medaile na MS juniorů - 2007
- Mistr WCHA - 2006-07
- Mistr NCAA - 2006-07
- Stříbrná medaile na Zimních olympijských hrách - 2010

## Klubové statistiky
| Sezona      | Klub                           | Soutěž      | Základní část | Základní část | Základní část | Základní část | Základní část | Play off | Play off | Play off | Play off | Play off |
| Sezona      | Klub                           | Soutěž      | Z             | G             | A             | B             | TM            | Z        | G        | A        | B        | TM       |
| ----------- | ------------------------------ | ----------- | ------------- | ------------- | ------------- | ------------- | ------------- | -------- | -------- | -------- | -------- | -------- |
| 2003–04     | Academy of Holy Angels         | MNHS        | 31            | 13            | 21            | 34            |               | —        | —        | —        | —        | —        |
| 2004–05     | U.S. National Development Team | NAHL        | 54            | 11            | 15            | 26            | 27            | —        | —        | —        | —        | —        |
| 2005–06     | U.S. National Development Team | NAHL        | 47            | 16            | 33            | 49            | 89            | —        | —        | —        | —        | —        |
| 2006–07     | University of Minnesota        | WCHA        | 41            | 4             | 20            | 24            | 50            | —        | —        | —        | —        | —        |
| 2007–08     | St. Louis Blues                | NHL         | 69            | 5             | 28            | 33            | 30            | —        | —        | —        | —        | —        |
| 2007–08     | Peoria Rivermen                | AHL         | 1             | 0             | 0             | 0             | 2             | —        | —        | —        | —        | —        |
| 2009–10     | St. Louis Blues                | NHL         | 79            | 10            | 29            | 39            | 79            | —        | —        | —        | —        | —        |
| 2010–11     | St. Louis Blues                | NHL         | 55            | 5             | 14            | 19            | 37            | —        | —        | —        | —        | —        |
| 2010–11     | Colorado Avalanche             | NHL         | 22            | 3             | 7             | 10            | 19            | —        | —        | —        | —        | —        |
| 2011–12     | Colorado Avalanche             | NHL         | 73            | 4             | 22            | 26            | 26            | —        | —        | —        | —        | —        |
| 2012–13     | Colorado Avalanche             | NHL         | 31            | 0             | 4             | 4             | 18            | —        | —        | —        | —        | —        |
| 2013–14     | Colorado Avalanche             | NHL         | 80            | 9             | 30            | 39            | 61            | 7        | 1        | 1        | 2        | 2        |
| 2014–15     | Colorado Avalanche             | NHL         | 47            | 12            | 11            | 23            | 33            | —        | —        | —        | —        | —        |
| 2015–16     | Colorado Avalanche             | NHL         | 73            | 11            | 16            | 27            | 50            | —        | —        | —        | —        | —        |
| 2016–17     | Colorado Avalanche             | NHL         | 46            | 2             | 15            | 17            | 9             | —        | —        | —        | —        | —        |
| 2017–18     | Colorado Avalanche             | NHL         | 62            | 9             | 16            | 25            | 58            | —        | —        | —        | —        | —        |
| 2018–19     | Colorado Avalanche             | NHL         | 80            | 7             | 18            | 25            | 38            | 12       | 2        | 1        | 3        | 4        |
| 2019–20     | Colorado Avalanche             | NHL         | 59            | 3             | 13            | 16            | 20            | 9        | 0        | 2        | 2        | 0        |
| 2020–21     | Colorado Avalanche             | NHL         | 4             | 0             | 1             | 1             | 2             | —        | —        | —        | —        | —        |
| 2021–22     | Colorado Avalanche             | NHL         | 77            | 8             | 17            | 25            | 24            | 20       | 1        | 4        | 5        | 4        |
| 2022–23     | Colorado Avalanche             | NHL         | 63            | 0             | 8             | 8             | 12            | 7        | 1        | 0        | 1        | 0        |
| 2023–24     | Buffalo Sabres                 | NHL         | 50            | 3             | 0             | 3             | 24            | —        | —        | —        | —        | —        |
| 2023–24     | Philadelphia Flyers            | NHL         | 17            | 2             | 1             | 3             | 2             | —        | —        | —        | —        | —        |
| NHL celkově | NHL celkově                    | NHL celkově | 987           | 93            | 250           | 343           | 540           | 55       | 5        | 8        | 13       | 10       |

### Reprezentační statistiky
| 2005                   | USA 17'                | MS 17'                 | 5  | 2  | 0  | 2  | 4  |
| 2005                   | USA                    | MS 18'                 | 6  | 0  | 0  | 0  | 0  |
| 2006                   | USA                    | MS 18'                 | 6  | 4  | 6  | 10 | 27 |
| 2006                   | USA 20'                | MSJ                    | 7  | 1  | 3  | 4  | 18 |
| 2007                   | USA                    | MSJ                    | 7  | 4  | 6  | 10 | 16 |
| 2007                   | USA                    | MS                     | 7  | 0  | 2  | 2  | 4  |
| 2010                   | USA                    | ZOH                    | 6  | 1  | 0  | 1  | 4  |
| 2013                   | USA                    | MS                     | 10 | 2  | 2  | 4  | 20 |
| 2016                   | USA                    | SP                     | 2  | 0  | 0  | 0  | 2  |
| Juniorská reprezentace | Juniorská reprezentace | Juniorská reprezentace | 31 | 11 | 15 | 26 | 65 |
| Seniorská reprezentace | Seniorská reprezentace | Seniorská reprezentace | 24 | 3  | 4  | 7  | 30 |